# Houessou Akaba
Houessou Akaba (* vor 1685; † 1708) war der vierte König von Dahomey. Er folgte seinem Vater, Aho Houegbadja, und regierte von 1685 bis 1708.
Seine Symbole waren das Warzenschwein und ein Säbel.
Der Legende nach wurde Akaba zu einem feindlichen Nachbar namens Dan gesandt, um ein Stück Land einzufordern. Dies wurde ihm zuerst versagt. Später gab Dan widerwillig das geforderte Land heraus, plante aber gleichzeitig die Ermordung Akabas. Er grub eine Falle mit Dornen auf einem Weg, den Akaba normalerweise nutzte. Aber Akabas Hunde, die voranliefen, fielen statt ihres Herren in diese Falle und Akaba wusste nun, dass Dan einen Anschlag auf ihn geplant hatte. Erbost forderte er ein weiteres Stück Land von seinem Kontrahenten. Die Antwort war nur, dass weitere Forderungen nach Land nur über die Leiche Dans zu haben seien. Voller Wut tötete Akaba daraufhin Dan und baute seinen neuen Palast auf dem ausgeweideten Körper seines Gegners. Aus dem Namen des Palastes Dan Homeh bezog der Staat Dahomey später seinen Namen.
Aufgrund eines besonderen Brauches in der königlichen Familie musste Akaba seinen eigenen neuen Palast bauen: Nach dem Tod eines Königs wurde sein Palast zu seinem Totentempel zur Verehrung der königlichen Vorfahren. Die Könige wurden in ihrem ehemaligen Schlafzimmer beerdigt, einer großen Zahl ihrer Frauen (meist waren es 41) wurde „erlaubt“, den verstorbenen König auf seiner „Reise nach Allada“ zu begleiten – sie wurden entweder mit Messern ermordet und mit dem König begraben oder in einer versiegelten Kammer nahe der Leiche lebendig eingemauert. Die Grabkammer wurde mit Opfergaben in einer bronzenen Vase durch die Nachkommen geschmückt, dazu gab es einen metallenen Pfahl mit einem kleinen kreisförmigen Altar obenauf, um weitere Opfergaben zu hinterlassen. Entsprechend der Tradition der Fon (der größten ethnischen und sprachlichen Gruppe in Dahomey/Benin) stammte die Vase aus Allada und wurde vor 1600 nach Abomey, der Hauptstadt des Königreiches Dahomey, gebracht.
Houessou Akabas Regierungszeit war geprägt durch Kriege und militärische Expansion. Seine Feinde, die Nago (westliche Yoruba) Könige, griffen Abomey an und brannten die Stadt nieder. Am Ende aber siegten die Krieger Abomeys, besiegten die Nago vernichtend und eroberten die Region am Oueme River. Nicht erobert wurde aber Porto-Novo.
Akaba starb an den Blattern im Jahre 1708. Da sein einziger Sohn Agbo Sassa erst 10 Jahre alt war, wurde sein Bruder Dossou Agadja sein Nachfolger.
| Vorgänger  | Amt                         | Nachfolger |
| ---------- | --------------------------- | ---------- |
| Houegbadja | König von Dahomey 1685–1708 | Agadja     |

| Personendaten    | Personendaten             |
| ---------------- | ------------------------- |
| NAME             | Akaba, Houessou           |
| KURZBESCHREIBUNG | vierter König von Dahomey |
| GEBURTSDATUM     | vor 1685                  |
| STERBEDATUM      | 1708                      |